# Caralluma congestiflora
Caralluma congestiflora är en oleanderväxtart som beskrevs av Bally. Caralluma congestiflora ingår i släktet Caralluma och familjen oleanderväxter. Inga underarter finns listade i Catalogue of Life.